# ضمیرانداز
ضَمیراَنداز یا ضمیرافتان، در نحو، به زبانی گفته می‌شود که عدم کاربرد ضمیر یا فاعل در جملات آن لطمه‌ای به معنای جمله نمی‌زند. مثلاً در جمله «من نامه نوشتم»، می‌توان کلمهٔ من را حذف کرد: «نامه نوشتم».

## ضمیرانداز و پوچ‌واژه
بر پایه نظر ریتسی (۱۹۸۲ و ۱۹۸۶) در زبان‌های ضمیرانداز از آنجا که ضمیر ناملفوظ ارجاعی وجود دارد، ضمیر ناملفوظ پوچ‌واژه (expletive pro) نیز موجود است، بدین مفهوم که زبان‌های ضمیرانداز پوچ‌واژه فاقد جوهر آوایی نیز دارند. این در حالی است که کریمی (۲۰۰۵) با توجه به نقض تأثیر معرفگی (definiteness effect) معتقد است که در زبان فارسی پوچ‌واژه تهی یا آشکار وجود ندارد.
دیگران معتقدند در زبان فارسی به عنوان زبانی ضمیرانداز نه تنها پوچ‌واژه آشکار وجود دارد، بلکه مطابق با نظر ریتسی پوچ‌واژه تهی نیز در این زبان یافت می‌شود.
از آنجا که زبان فارسی یک زبان ضمیرانداز است، ضمیر پوچ‌واژه‌ای می‌تواند به صورت پنهان و بدون تظاهر آوایی به کار برده شود.